# سورن هيورث
سورن هيورث (بالدنماركية: Søren Hjorth)‏ هو فلاح ومهندس ومخترِع دنماركي، ولد في 13 أكتوبر 1801، وتوفي في 28 أغسطس 1870 في كوبنهاغن في الدنمارك.